# Ciuta, Maramureș
Ciuta este un sat în comuna Bicaz din județul Maramureș, Transilvania, România.

## Istoric
Numele vechi a localității este Mesteacănul Mic. 
Prima atestare documentară: 1461 (Nyres). 

## Etimologie
Etimologia numelui localității: din n. top. Ciuta (pârâu și vale) < subst. ciută „cerboaică" (cuvânt autohton, cf. alb. shutë). 

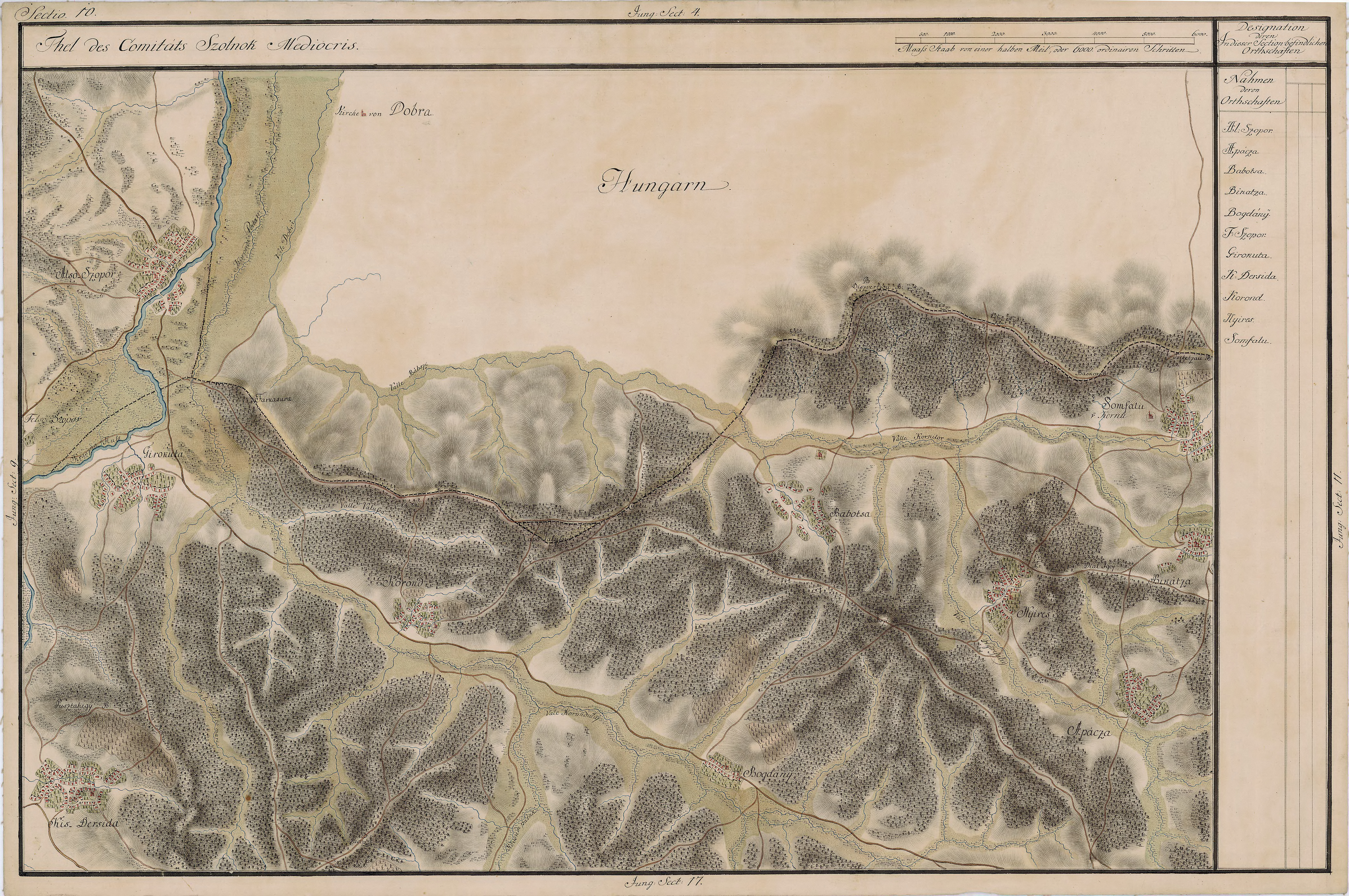
Ciuta în Harta Iosefină a Transilvaniei

## Demografie
La recensământul din 2011, populația era de 203 locuitori. 